# Campeonato Europeu de Atletismo em Pista Coberta de 2019 - 1500 m feminino
A prova dos 1500 metros feminino do Campeonato Europeu de Atletismo em Pista Coberta de 2019 foi disputada entre os dias  1 e 3 de março de 2019 na Emirates Arena, em Glasgow, no Reino Unido. 

## Recordes
Antes desta competição, os recordes mundiais e do campeonato nesta prova eram os seguintes:
|                       | Nome           | Nacionalidade | Tempo     | Local     | Data                   |
| --------------------- | -------------- | ------------- | --------- | --------- | ---------------------- |
| Recorde mundial       | Genzebe Dibaba | Etiópia       | 3m 55s 17 | Karlsruhe | 1 de fevereiro de 2014 |
| Recorde do campeonato | Laura Muir     | Reino Unido   | 4m 02s 39 | Belgrado  | 4 de março de 2017     |
| Recorde europeu       | Abeba Aregawi  | Suécia        | 3m 57s 91 | Estocolmo | 6 de fevereiro de 2014 |

## Medalhistas
| Ouro             | Prata               | Bronze              |
| Laura Muir (GBR) | Sofia Ennaoui (POL) | Ciara Mageean (IRL) |

## Cronograma
Todos os horários são locais (UTC +0).
| Data       | Hora  | Evento  |
| ---------- | ----- | ------- |
| 1 de março | 19:10 | Bateria |
| 3 de março | 20:12 | Final   |

## Resultados

### Bateria
Qualificação: 2 atletas de cada bateria (Q) mais os 3 melhores qualificados (q). 

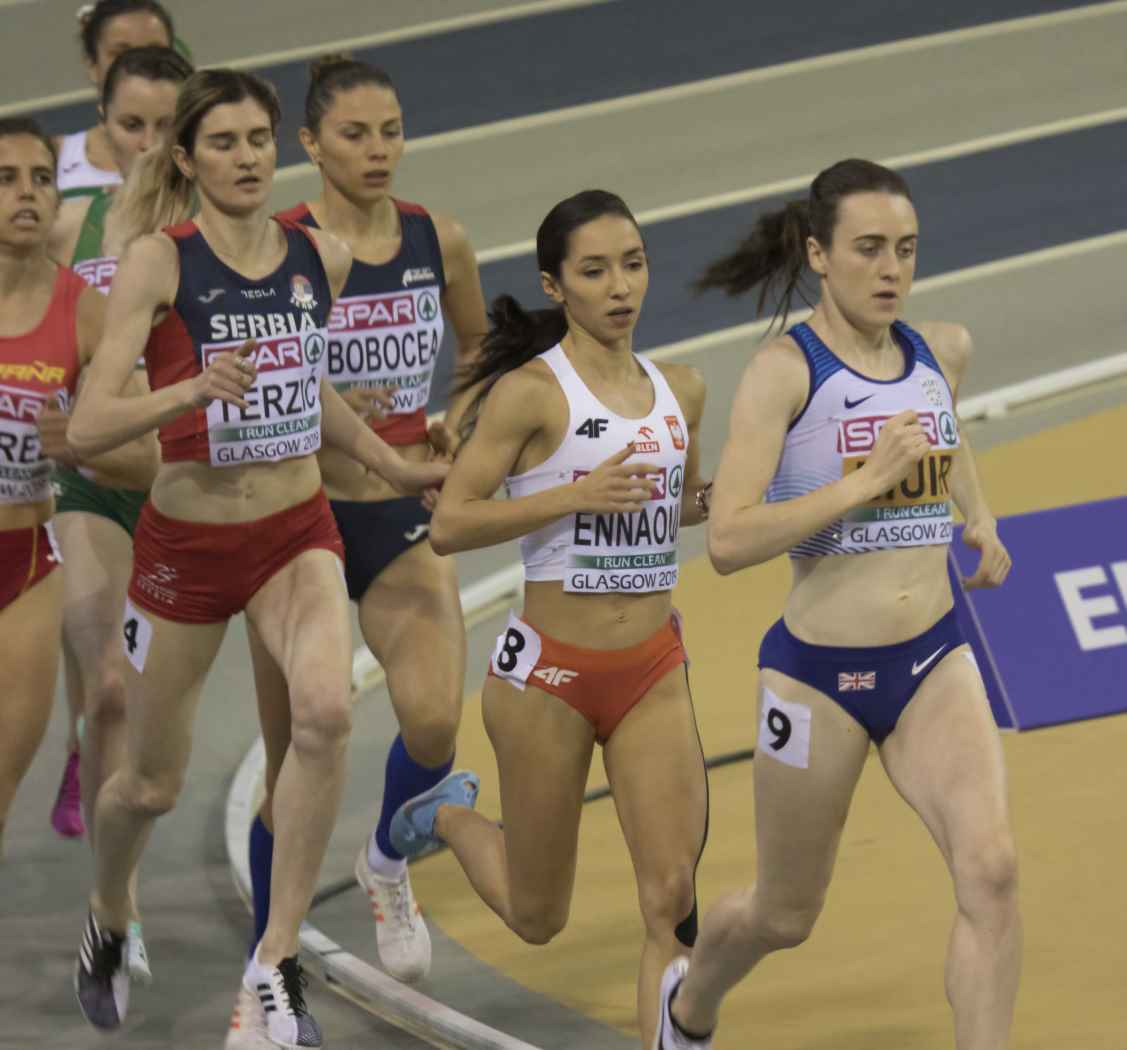
A final

| Posição | Bateria | Atleta                  | Nacionalidade | Tempo   | Notas                |
| ------- | ------- | ----------------------- | ------------- | ------- | -------------------- |
| 1       | 2       | Marta Pérez             | Espanha       | 4:08.05 | Q,                   |
| 2       | 2       | Simona Vrzalová         | Chéquia       | 4:08.06 | Q                    |
| 3       | 2       | Ciara Mageean           | Irlanda       | 4:08.15 | q                    |
| 4       | 2       | Daryia Barysevich       | Bielorrússia  | 4:08.31 | q,                   |
| 5       | 1       | Laura Muir              | Grã-Bretanha  | 4:09.29 | Q                    |
| 6       | 1       | Katsiaryna Karneyenka   | Bielorrússia  | 4:09.32 | Q,                   |
| 7       | 1       | Claudia Bobocea         | Roménia       | 4:09.67 | q                    |
| 8       | 1       | Maruša Mišmaš           | Eslovênia     | 4:09.81 |                      |
| 9       | 2       | Anna Silvander          | Suécia        | 4:11.01 | Recorde pessoal      |
| 10      | 1       | Yolanda Ngarambe        | Suécia        | 4:12.16 |                      |
| 11      | 2       | Jemma Reekie            | Grã-Bretanha  | 4:13.44 | Recorde pessoal      |
| 12      | 3       | Amela Terzić            | Sérvia        | 4:16.51 | Q                    |
| 13      | 3       | Sofia Ennaoui           | Polónia       | 4:16.78 | Q                    |
| 14      | 1       | Kristiina Mäki          | Chéquia       | 4:17.19 |                      |
| 15      | 3       | Sarah McDonald          | Grã-Bretanha  | 4:17.64 | Recorde da temporada |
| 16      | 1       | Sara Kuivisto           | Finlândia     | 4:18.68 |                      |
| 17      | 3       | Diana Mezuliáníková     | Chéquia       | 4:18.89 |                      |
| 18      | 3       | Hanna Hermansson        | Suécia        | 4:19.88 |                      |
| 19      | 1       | Natalija Piliušina      | Lituânia      | 4:20.98 |                      |
| 20      | 3       | Vera Hoffmann           | Luxemburgo    | 4:21.07 |                      |
| 21      | 3       | Solange Andreia Pereira | Espanha       | 4:24.57 |                      |
| 22      | 2       | Özlem Kaya              | Turquia       | 4:29.50 |                      |
| 23      | 2       | Caterina Granz          | Alemanha      | DNF     |                      |
| 24      | 3       | Luiza Gega              | Albânia       | DNS     |                      |

### Final
A final aconteceu às 20:12 no dia 3 de março de 2019. 
| Posição           | Atleta                | Nacionalidade | Tempo   | Notas |
| ----------------- | --------------------- | ------------- | ------- | ----- |
| Medalha de ouro   | Laura Muir            | Grã-Bretanha  | 4:05.92 |       |
| Medalha de prata  | Sofia Ennaoui         | Polónia       | 4:09.30 |       |
| Medalha de bronze | Ciara Mageean         | Irlanda       | 4:09.43 |       |
| 4                 | Katsiaryna Karneyenka | Bielorrússia  | 4:11.59 |       |
| 5                 | Daryia Barysevich     | Bielorrússia  | 4:11.92 |       |
| 6                 | Simona Vrzalová       | Chéquia       | 4:12.16 |       |
| 7                 | Claudia Bobocea       | Roménia       | 4:13.40 |       |
| 8                 | Marta Pérez           | Espanha       | 4:13.56 |       |
| 9                 | Amela Terzić          | Sérvia        | 4:24.20 |       |

Legenda
| Recorde mundial       | Recorde mundial (World record)               |                       | Recorde africano                      | Recorde africano (African) |                                           | Q | Classificado por posição (Qualified) |
| Recorde do campeonato | Recorde do campeonato (Championship record)  | Recorde da América    | Recorde da América (Americas)         | q                          | Classificado por melhor tempo (Qualified) |   |                                      |
| Melhor marca do ano   | Melhor marca do ano (World leading)          | Recorde asiático      | Recorde asiático (Asian)              | DNS                        | Não largou (Did not start)                |   |                                      |
| Recorde nacional      | Recorde nacional (National record)           | Recorde europeu       | Recorde europeu (European)            | DNF                        | Não terminou (Did not finish)             |   |                                      |
| Recorde pessoal       | Recorde pessoal do atleta (Personal best)    | Recorde da Oceania    | Recorde da Oceania (Oceania)          | DSQ / DQ                   | Desclassificado (Disqualified)            |   |                                      |
| Recorde da temporada  | Recorde da temporada do atleta (Season best) | Recorde sul-americano | Recorde sul-americano (South America) | NM                         | Sem marca (No mark)                       |   |                                      |